# Spruce Pine
Pour les articles homonymes, voir Spruce.
Spruce Pine est une ville américaine située dans le comté de Mitchell en Caroline du Nord. En 2010, sa population était de 2 175 habitants.

## Démographie
| 1920 | 1930  | 1940  | 1950  | 1960  | 1970  |
| ---- | ----- | ----- | ----- | ----- | ----- |
| 717  | 1 546 | 1 968 | 2 280 | 2 504 | 2 333 |

| 1980  | 1990  | 2000  | 2010  | - | - |
| ----- | ----- | ----- | ----- | - | - |
| 2 282 | 2 010 | 2 030 | 2 175 | - | - |

## Traduction
- (en) Cet article est partiellement ou en totalité issu de l’article de Wikipédia en anglais intitulé « Spruce Pine, North Carolina » (voir la liste des auteurs).